# Batalla de Kombi
La batalla de Kombi va ser una batalla decisiva en la guerra entre Ndongo-Matamba i Portugal durant el període holandès de la història d'Angola.

## Antecedents
Quan les forces de l'Imperi holandès ocupaven Luanda el 1641, la capital de la colònia portuguesa d'Angola, els països veïns de Congo i Ndongo els havia acollit, enviant ambaixades i rebent promeses d'ajuda per expulsar els portuguesos de la colònia i d'Àfrica central. No obstant això, després de l'èxit inicial holandès, els portuguesos havien perdur les seves posicions interiors, primer a Bengo, on van ser expulsats i després a la fortalesa de Massangano. En 1643, decidint que no valia la pena continuar la guerra amb Portugal, els holandesos van signar un acord que va deixar efectivament a Portugal el comandament dels presidis interiors. Tanmateix, el regne de Ndongo, un enemic de les ambicions portugueses, encapçalat per la reina Nzinga de Ndongo i Matamba va lluitar contra els portuguesos sense ajuda holandesa. Després de la seva derrota a Kavanga en 1646, però, la situació era prou greu que el comandant holandès va decidir comprometre forces al seu suport.
Així, el 1647 una força combinada del Congo, Ndongo i un contingent holandès de més de 8.000 homes es van reunir amb els portuguesos i els seus aliats africans amb un exèrcit d'uns 30.000 homes al nord de Massangano (el camp de batalla encara no s'ha localitzat). Els portuguesos van ser derrotats per l'aliança i més de 3.000 portuguesos i els seus aliats africans van ser assassinats o ferits.
Com a conseqüència d'aquesta victòria, Nzinga i el seu exèrcit van poder assetjar tres dels presidis portuguesos d'Angola, Ambaca, Masangano i Muxima. Aquests setges no van tenir èxit, en gran part perquè ni ella ni els seus aliats holandesos tenien suficient artilleria per realitzar un atac. Quan les forces de Salvador de Sá e Benevides van arribar a 1648, Njinga es va veure obligada a abandonar el setge i tornar a la seva seu a Matamba.